# Schicksalswürfel
Schicksalswürfel ist ein deutsch-indisch-britischer Spielfilm von Franz Osten aus dem Jahr 1929.

## Handlung
König Sohat ist mit seinem Vetter und Nachbarn König Ranjit auf Tigerjagd im Dschungel. Beide sind jedoch spielsüchtig und nutzen jede Rast zum Würfelspiel. Sohat möchte sich das Reich Ranjits einverleiben und lässt daher auf ihn einen Mordanschlag verüben, der wie ein Jagdunfall aussehen soll – Sohats Vertrauter Kirtikar schießt Ranjit einen vergifteten Pfeil in den Rücken. Der verletzte Ranjit wird in die Hütte des Heilers Kanwa gebracht. Kanwa und dessen Tochter Sunita pflegen Ranjit gesund. Ranjit und Sunita verlieben sich, doch auch Sohat macht ihr Avancen. Dessen kostbare Geschenke weist sie zurück.
Ranjit will Sunita zu seiner Königin machen, doch ihr Vater wendet ein, er sei ein Spieler und sein Horoskop verrate, dass diese Leidenschaft ihm Unglück bringen wird. In der folgenden Nacht fliehen beide, um in die Hauptstadt von Ranjits Reichs zu gehen und zu heiraten.
Sohat will die Schöne ebenfalls für sich und plant ein Komplott gegen Ranjit. Er lässt zunächst durch Kirtikar Ranjits Dolch und Amulett entwenden, dann ersticht Kirtikar Sunitas Vater Kanwa heimtückisch beim Kräutersammeln und legt Ranjits Waffe und Amulett neben den Toten. Sieben Tage waren Ranjit und Sunita ein glückliches Paar, als ihr ein Bote die Nachricht vom Tod ihres Vaters überbringt und ihr die neben ihm gefundenen Gegenstände übergeben werden. Sie hält, wie von Sohat geplant, ihren zukünftigen Gatten Ranjit für den Mörder und flieht von Ranjits königlichem Hof.
König Sohat gewährt Sunita Zuflucht und bemüht sich um ihre Liebe. Er veranstaltet ein Fest für sie. Ranjits Kanzler Raghunath ist Sunita gefolgt, schleicht sich mit einer Gauklertruppe in Sohats Palast und klärt sie über Ranjits Unschuld auf. Währenddessen verlangt Kirtikar als Belohnung für seine Dienste eine ihm versprochene Provinz von Sohats Reich. Doch Sohat lässt eine Giftschlange in Kirtikars Lager bringen, die diesem des Nachts einen tödlichen Biss zufügt. Sterbend gesteht Kirtikar den Mord an Kanwa. Sunita kehrt daraufhin mit Raghunath zu Ranjit zurück und er verzeiht ihr die Unterstellung des Mordes.
Es werden Hochzeitsvorbereitungen getroffen. Sohat bringt als Hochzeitsgeschenk ein besonders schönes Würfelspiel. Er überredet Ranjit sofort zu einem Spiel und lässt ihn gewinnen, bis Königreich gegen Königreich gesetzt ist. Sohat gewinnt Ranjits Königreich durch Falschspiel mit den manipulierten Würfeln. Verzweifelt bemüht, sein Reich zurückzugewinnen, bietet sich Ranjit selbst als Einsatz. Er wird Sohats Sklave und in Fesseln und Sklavenkleidern vor seiner eigenen Hochzeit abgeführt. Sunita folgt ihm in Sohats Hauptstadt.
Raghunaths Sohn Birbal entdeckt beim Spielen zufällig den Mechanismus der Würfel. Raghunath klärt das Volk über den Betrug auf und ruft es zu den Waffen und zum Angriff auf Sohats Hauptstadt. Ohne Erfolg versucht zwischenzeitlich Sohat erneut Sunitas Zuneigung zu gewinnen. Schließlich lässt er Ranjit vor ihren Augen auspeitschen, damit sie ihren Geliebten von den Qualen erlöse, indem sie sich Sohat zuwendet. Als Ranjits Krieger und Volk herannahen, verspricht er – ein ehrenhafter Verlierer im Spiel und loyaler Sklave – Sohat, sie aufzuhalten und zum Umkehren zu bewegen. Er stellt sich jedoch selbst an die Spitze des Heeres, nachdem er über den Spielbetrug aufgeklärt worden ist.
Sohat stürzt sich von einem Felsen, um der Schmach des aufgedeckten Betruges zu entgehen. Ranjit schwört Sunita, nicht mehr zu spielen, und wirft die Würfel in den Abgrund.

## Hintergrund
Prapancha Pash ist eine Koproduktion der Firmen Universum Film AG (Berlin), Himansu Rai Films (Delhi) und British Instructional Films Ltd. (London). Als Szenenbildner war Promode Nath tätig. Gedreht wurde der Film an Originalschauplätzen in Indien mit mehr als 10.000 Statisten, 1000 Pferden und 50 Elefanten; die Herrscher von Jaipur, Udaipur und Mysore unterstützten die Produktion.
Die Filmprüfstelle Berlin ließ den Film am 12. August 1929 mit einer Länge von 2523 Metern zu, belegte ihn jedoch mit einem Jugendverbot. Der Film hatte am 16. August 1929 Premiere. Das Jugendverbot wurde in einer Entscheidung der Filmoberprüfstelle Berlin am 30. August 1929 wieder aufgehoben.
Anders als die beiden vorhergehenden Osten-Rai-Produktionen Die Leuchte Asiens (1925) und Das Grabmal einer großen Liebe (1928) bedient sich Schicksalswürfel keiner bereits bestehenden Legende, sondern entwickelt eine eigene. Die Geschichte von Niranjan Pal ist jedoch von einer Episode aus dem Mahabharata inspiriert. Bei einem Würfelspiel verliert dort der Pandava Yudhishthira gegen den Kaurava Shakuni all seinen Reichtum. Nachdem er das Königreich der Pandavas verloren hat, setzt er sich selbst als Einsatz, verliert und macht dadurch die Pandavas zu Sklaven der Kauravas. Um alles zurückzugewinnen, setzt er Draupadi, die gemeinsame Frau der fünf Pandava-Brüder. Er verliert wieder und Draupadi ficht das Spiel mit der Begründung an, dass Yudhishthira als Sklave kein Eigentum mehr haben kann und somit auch nicht legitimiert war, sie als Wetteinsatz zu benutzen. Die Geschichte des Films übernimmt diese Argumentation. Das Angebot Sohats, mit Sunita als Einsatz erneut zu spielen, wird mit der Feststellung des Sklavenstatus verworfen. Zudem war sie noch nicht die Frau Ranjits.
Der Film enthält drei leidenschaftliche Kussszenen. Er war auf ein westliches Publikum ausgerichtet, dessen Sehgewohnheiten zumindest das „Besiegeln“ des Happy Ends mit einem Kuss des Paares kannten. Für indische Mainstream-Filme waren solche Szenen bis in die 1990er Jahre undenkbar und galten als obszön.

## Sonstiges
Der Film wurde, ebenso wie die beiden anderen deutsch-indischen Stummfilme, nach Anregung des National Film Archive of India unter Suresh Chabria mit finanziellen Mitteln des Goethe-Instituts (in Indien als "Max Mueller Bhavan" firmierend) in den 1990er Jahren in Indien wiederaufgeführt. Die Begleitmusik dafür komponierte Pierre Oser.
Eine aufwändige Restaurierung entstand 2006 durch das British Film Institute mit Musik von Nitin Sawhney, eingespielt vom London Symphony Orchestra.
Die originale deutsche Fassung ist erhalten geblieben. Die Aufführungsrechte liegen bei Kirch in München und Jupiter-Film in Wien.
Prapancha Pash gehört zu den wenigen indischen Stummfilmen, von denen im National Film Archive of India noch eine Kopie existiert.